# Cardassiané
Cardassiané jsou ve světě Star Treku značně xenofobní, nevraživou rasou, známou pro svou nelítostnou povahu. Po připojení k Dominionu se z nich stávají úhlavní nepřátelé Federace a Klingonské říše. Jedná se o humanoidy pravděpodobně plazího původu. Jejich kůže je žlutohnědá, nebo šedá a jejich vlasy jsou tmavě hnědé, nebo černé. 
Jejich tisíciletá kultura doplatila na vojenský převrat. Jejich státní zřízení by se dalo přirovnat k Římskému impériu.[zdroj⁠?!] Dali by se charakterizovat jako expanzivní militaristé.
Poprvé se Cardassiané objevili v seriálu Star Trek: Nová generace a sehráli jednu z hlavních rolí v seriálu Star Trek: Stanice Deep Space Nine.
Domovský svět Cardassianů se jmenuje Cardassia Prime a leží v Alfa kvadrantu. 
Mezi známější Cardassiany patří např. gul Dukat a Garak. 

## Technologie
Jádrem cardasijské flotily jsou lehké křižníky třídy Galor a jejich vylepšená verze třídy Keldon. Galory jsou schopné v bitvě porazit nepřátelské lodě třídy Bird'of'Prey, nebo Ambassador, na současné federační lodě však nestačí. Proto se cardassijské lodě pohybují ve skupinách, aby nahradily sílu přesilou. 

## Uspořádání
V říši Cardassianů měla velký vliv armáda. S tou však soupeřila výzvědná služba zvaná Obsidiánský řád (např. v epizodě Defiant).

## Cardassijská Unie
Cardassijská unie, je ve sci-fi filmech, seriálech, knihách i komiksech fiktivní  militaristický stát, rasy zvané Cardassiané. Je hlavní a známou silou v Alfa kvadrantu. Její hlavní planetou je Cardassia Prime, domovský svět Cardassianů. Vznikla asi kolem 70. let 19. století.

## Historie
Vznikla jako důsledek úpadku Cardassijské civilizace, která vedla k tomu, že se k moci dostala armáda a dala základy k diktátorskému státu. Z důvodu nedostatku přírodního a nerostného bohatství na své planetě, začala expandovat k okolním planetám, které si následně podrobila.
To vše přispělo k tomu, že k moci se dostala civilní Rada Detapa, jenž vedla neustálý boj o moc a nadvládu nad Unií, s vojenskou centrální mocí.

## Okupace Bajoru
Od roku 2328 až do roku 2369, okupovala unie planetu Bajor, domovský svět pacifistických a nábožensky založených Bajoranů. Bajor se stal protektorátem, jejich vláda si zcela podrobila Bajorany, a začala drancovat jejich planetu. Bajorané přišli o veškerá základní práva na život a na existenci samotnou. Byli pro Cardassiany levnou pracovní silou a sloužili jim jako pokusné subjekty.
Za 41 let si jejich jednání vyžádalo více než 10 milionů Bajoranů. 